# 长柄柳叶菜
长柄柳叶菜（学名：Epilobium roseum）为柳叶菜科柳叶菜属下的一个种。